# Eau douce

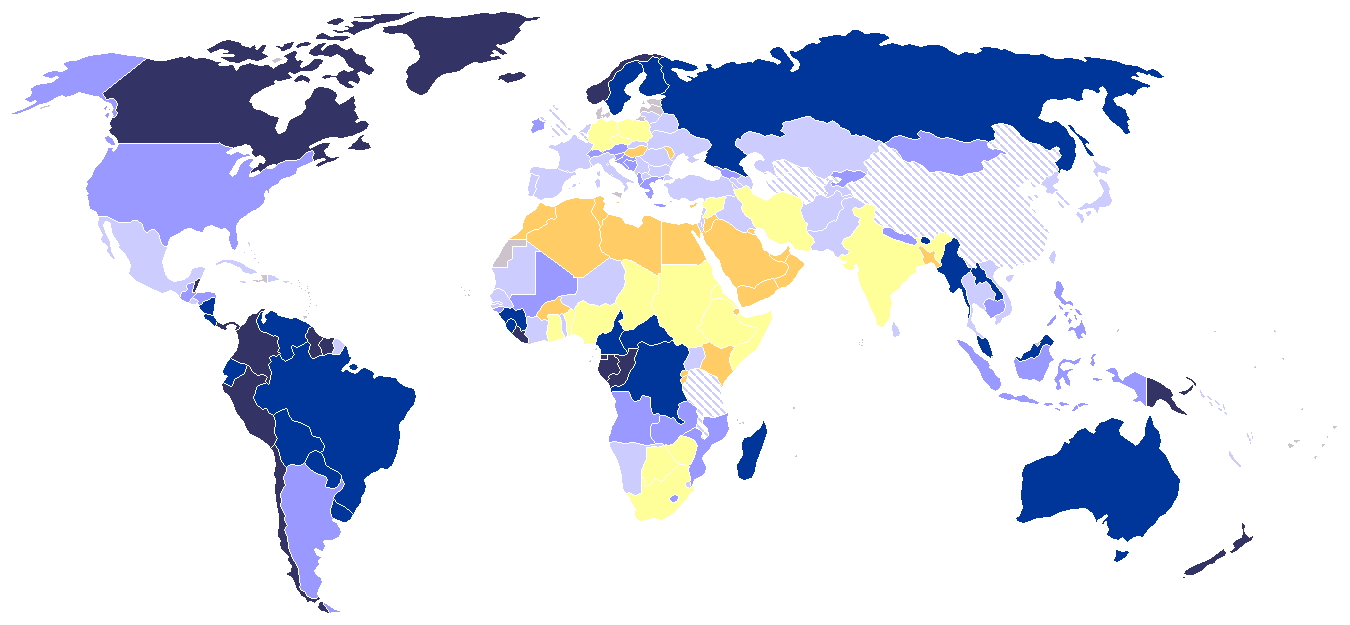
Disponibilité en eau douce, m par personne et par an du début des années 2000
de 50000 m3
de 15000 m3
de 5000 m3
de 2500 m3
de 1700 m3 - vulnérabilité.
de 1000 m3 - stress hydrique.
de 0 m3 - état de pénurie

- de 50 000  à   605 000 m3
- de 15 000  à   50 000 m3
- de 5 000  à   15 000 m3
- de 2 500  à   5 000 m3
- de 1 700  à   2 500 m3 - vulnérabilité.
- de 1 000  à   1 700 m3 - stress hydrique.
- de 0  à   1 000 m3 - état de pénurie

L'eau douce est une eau dont la salinité est très faible ou nulle, par opposition à l'eau de mer et à l'eau saumâtre. C'est l'eau de pluie, l'eau des rivières, des lacs, des nappes phréatiques, des glaciers, des tourbières, etc. Sa très faible salinité permet sa consommation. C'est un critère de potabilité essentiel. Une eau douce contient généralement moins d'un gramme de matières solides dissoutes (comme les sels, métaux et éléments nutritifs) par litre. À titre de comparaison, l'eau de mer en contient plus de trente et le sérum physiologique en contient 9 g/litre (0,9 %).

## Définitions
L'eau douce peut être définie comme une eau qui contient moins de 1 000 ppm de sels dissouts.
D'autres sources proposent des limites de salinité plus élevées, par exemple 1 000 ppm ou 3 000 ppm.
Les eaux contenant plus de sel sont dites saumâtres puis salées.

## Répartition de l'eau douce sur terre
Le rapport de l'eau de mer à l'eau douce sur Terre est d'environ 40 à 1. L'eau douce représente 2,5 % de l'eau sur terre :
- environ 69 % de l'eau douce terrestre est stockée sous forme de glace ou de neige ;
- environ 30 % de l'eau douce terrestre est stockée dans les aquifères ;
- pour le petit 1 % restant, sous forme d'eau de surface liquide, qui est répartie :
  - à 87 % dans les lacs, principalement :Panorama du lac au cap Bourkhan.
    - les Grands Lacs d'Afrique qui contiennent environ 28 % de l’eau douce libre de surface du monde,
    - le lac Baïkal qui en contient environ 22 %,
    - les grands lacs d'Amérique du Nord qui en contiennent environ 21 %[4] (22 684 km3 d'eau douce[5]), ce qui représente 84 % de l'eau douce de surface de l'Amérique du Nord, 

  - à 11 % dans les marais,
  - à 2 % dans les cours d'eau du monde, qui compte environ 2 120 km3 d'eau douce.

## Ressources en eau douce
La disponibilité de l’eau douce dans un pays est déterminée par les conditions climatiques, la géomorphologie, l’utilisation des sols et les eaux transfrontalières.
La quantité maximale théorique d'eau effectivement disponible est un indice de disponibilité d'eau douce de la FAO.
Selon Eurostat, les ressources en eau correspondent à l’eau disponible pour être utilisée sur un territoire donné et incluent les eaux de surface (à savoir les baies côtières, les lacs, les fleuves et les cours d’eau) et les eaux souterraines. Les ressources renouvelables en eau sont calculées comme étant la somme du flux interne (qui est égal aux précipitations moins l’évapotranspiration réelle) et de l’apport externe (eaux transfrontalières).
En Europe, les cours d'eau (46 %) et les eaux souterraines (35 %) fournissent plus de 80 % du total de la demande en eau européenne.
Près de 60 % des ressources naturelles renouvelables d’eau douce du monde sont partagés par 9 géants de l’eau : Brésil, Russie, Indonésie, Chine, Canada, États-Unis, Colombie, Pérou et Inde.
Le Koweït, le Bahreïn, les Émirats arabes unis, Malte, la Libye, Singapour, la Jordanie, Israël et Chypre, n'ont que très peu de ressources en eau douce voir aucune. La plupart de ces pays ont recours au dessalement de l'eau pour leur consommation.

### Eau renouvelable et eau fossile
Les ressources en eaux renouvelables correspondent aux masses d'eau qui sont renouvelées aux échelles de temps humaines. L'eau de mer est évaporée puis précipitée sur les terres via le cycle de l'eau, ce qui renouvelle ces eaux douces.
L'eau fossile correspond aux masses d'eau qui ne sont pas renouvelées aux échelles de temps humaines ou ne sont plus renouvelées dans le climat actuel.

## Écosystèmes et biodiversité des eaux douces

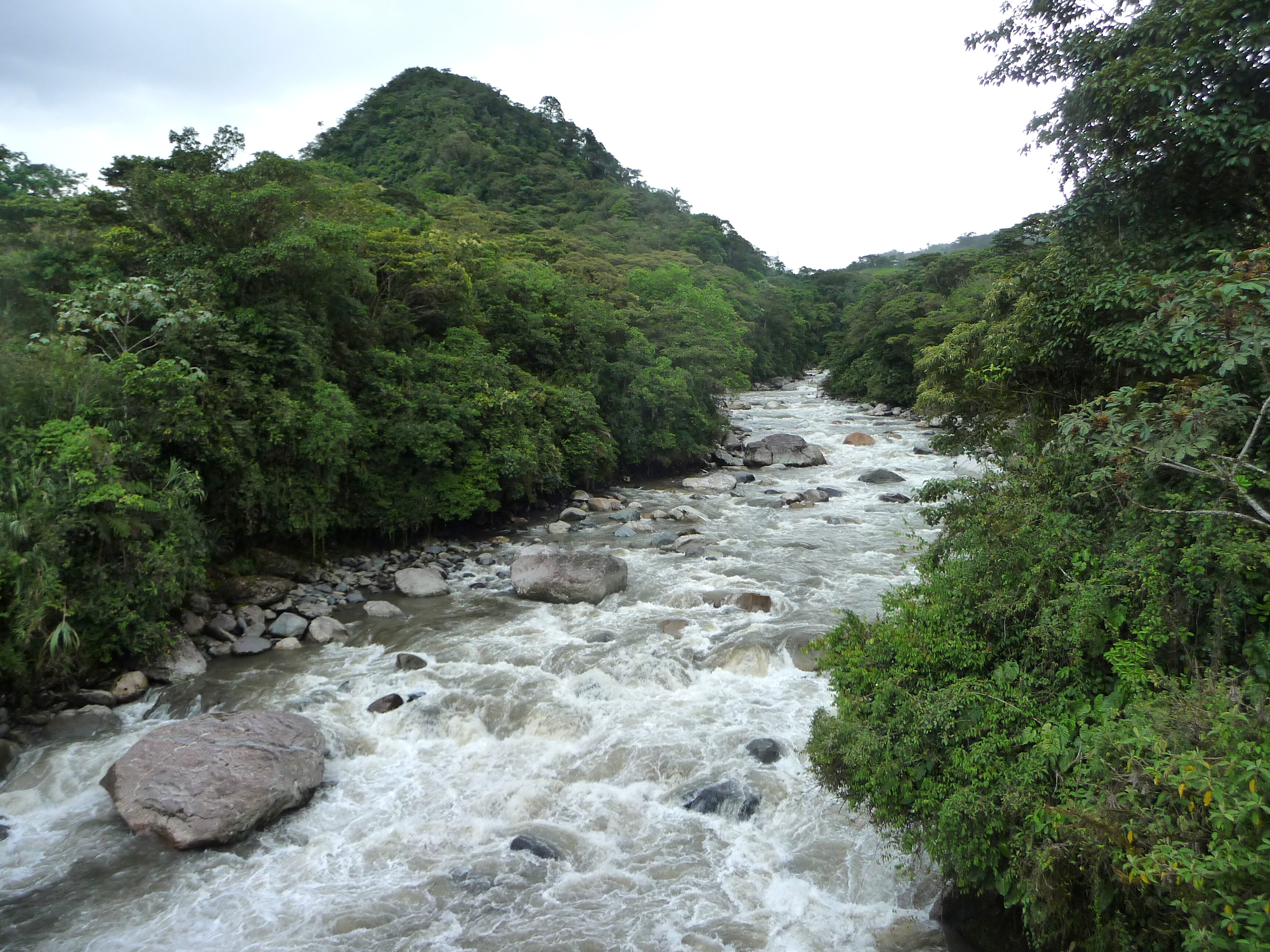
Une rivière en Équateur

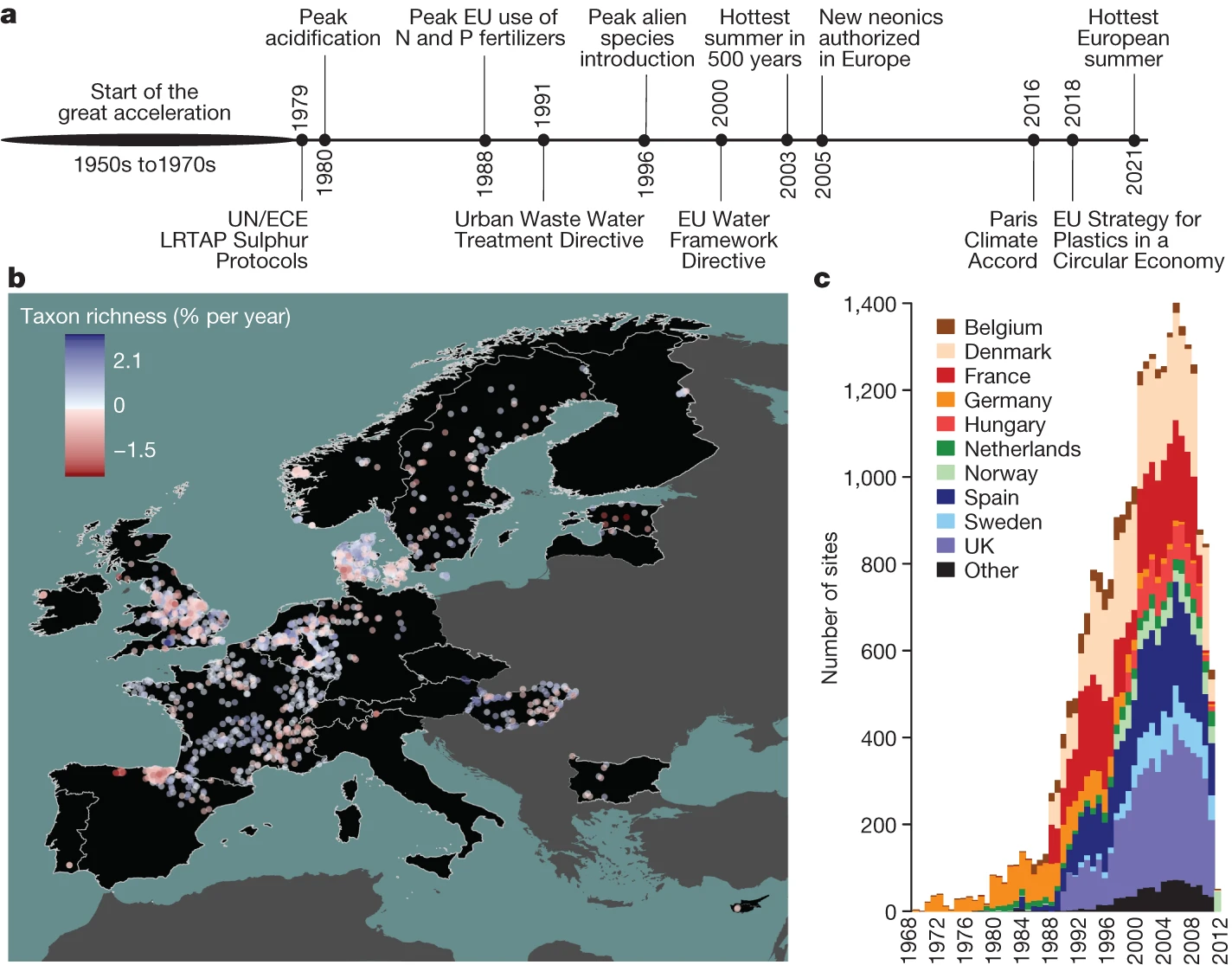
En haut : Ligne du temps montrant les facteurs de stress de la biodiversité des eaux douces de l'UE, et l'évolution législative concernée.
À gauche : carte des sites échantillonnés, et changements temporels.
À droite : répartition des sites par année et par pays.

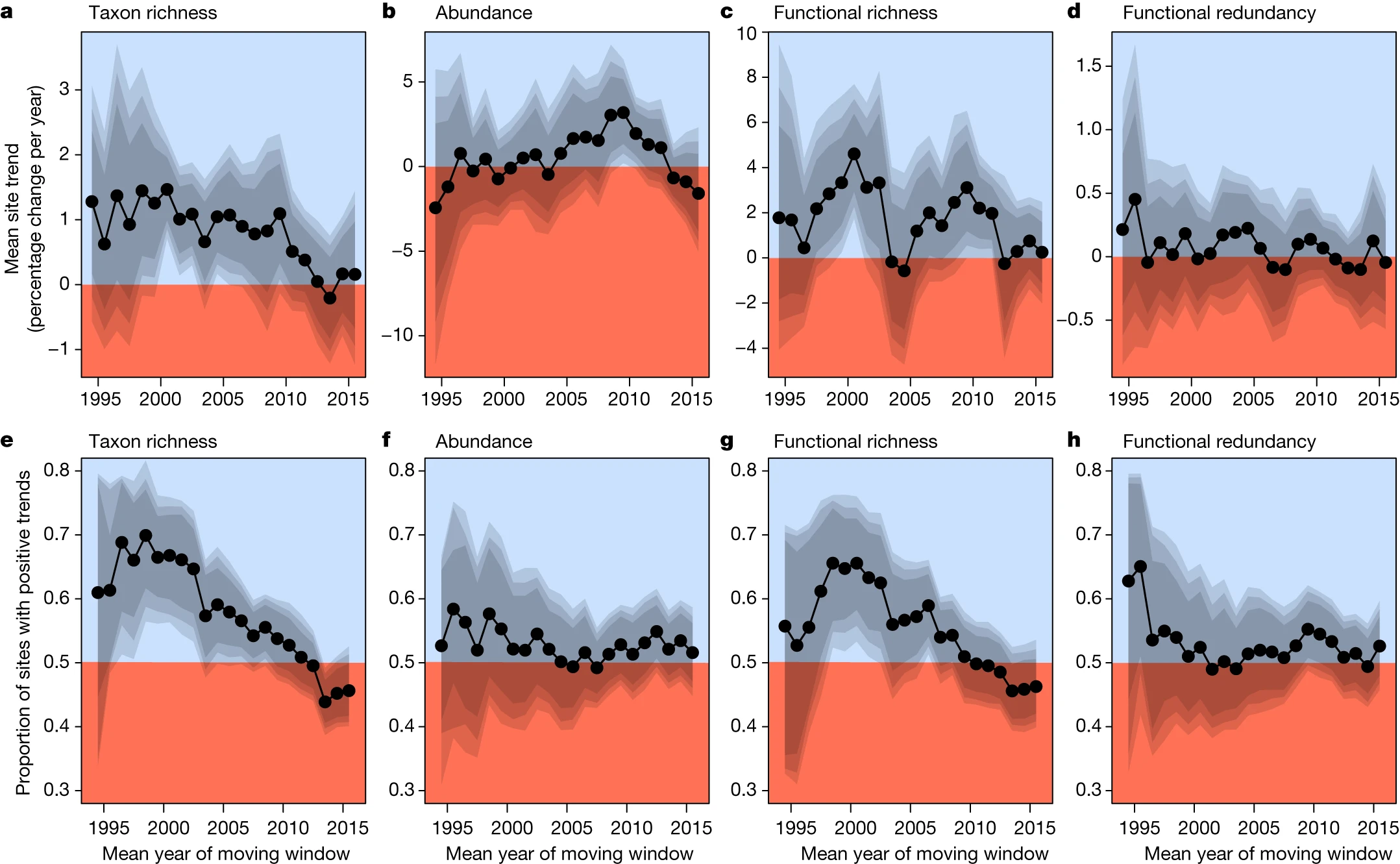
Fluctuations temporelles des estimations de tendance pour 8 indicateurs qualifiant la biodiversité dans les eaux douces en Europe, sur 20 ans de 1995 à 2015.br> On observe un arrêt de l'amélioration après 2010. Depuis il y a à nouveau une dégradation, soit une stagnation.

Les eaux douces en tant qu'habitats naturels sont les écosystèmes qui abritent les espèces aquatiques terrestres, dites dulçaquicoles et qui fournissent une grande part de l'eau potable ou bue dans le monde (de nombreuses espèces d'organismes filtreurs jouent un rôle essentiel dans les phénomènes autoépurateurs des cours d'eau et masses d'eau non-souterraines (hydrozoaires et bryozoaires, éponges d'eau douce et bivalves et certaines espèces planctoniques en particulier). La biodiversité des eaux douces semble d'ailleurs avoir été sous-estimée dans plusieurs régions du monde, de même que son degré de menace. Certaines espèces (amphibiens, insectes) peuvent avoir une phase de vie aquatique et une autre terrestre.

Une nouvelle carte mondiale, des écorégions d'eau douce a été produite en 2010 à partir des données de répartition de 13 300 espèces de poissons. Le chevauchement de ces zones avec des points chauds de biodiversité est fréquent, notamment en région tropicale ; ces zones à forte congruence pourraient mériter des efforts de conservation intégrée plus importants et priorisés, plaide une étude publiée en 2010.
L'histoire des pressions anthropiques sur l'environnement fait que les écosystèmes d'eau douce sont parmi les plus vulnérables à la perte de biodiversité,.
Dans l'Union européenne, ils sont couverts par une directive cadre sur l'eau qui impose aux États membres un objectif (pour 2015) de retour à un bon état écologique des masses d'eau (douce, saumâtre et marines),… La plupart des pays ont des lois protégeant la ressource en eau, mais a priori insuffisantes.

Une étude (2013) intitulée La reconstitution de la biodiversité européenne des eaux douces s’est arrêtée s'est basée sur 1 816 séries chronologiques de suivi de communautés d'invertébrés d'eau douce (bioindicatrices), collectées dans 22 pays européens de 1968 à 2020. Elle a montré qu'il y a eu durant 20 ans, de 1990 à 2010, en Europe, une période de début d'amélioration (restauration écologique) : richesse taxonomique se restaurant lentement : + 0,73 %/an ; richesse fonctionnelle augmentant de 2,4 %/an et abondance d'organismes s'améliorant de 1,17 % par an des années 1990 à 2010. Cependant, depuis 2010, on assiste à une nouvelle régression ou stabilisation (pour des raisons mal comprises, probablement notamment liées à de nouvelles pressions anthropiques, (incluant le réchauffement et de nouveaux polluants). Les auteurs notent que la biodiversité stagne ou se dégrade surtout dans les zones qui se réchauffent le plus. Le passage de tendances essentiellement positives en matière de richesse fonctionnelle à la fin des années 1990 et au début des années 2000, à des tendances proches de zéro à partir de 2012 environ (illustration ci-contre).
On retrouve des résidus de médicaments dans les rivières qui traversent les parcs nationaux anglais. Cela s'avère problématique, car les parcs nationaux sont considérés comme des hotspots de biodiversité.

## Menaces, état, pressions

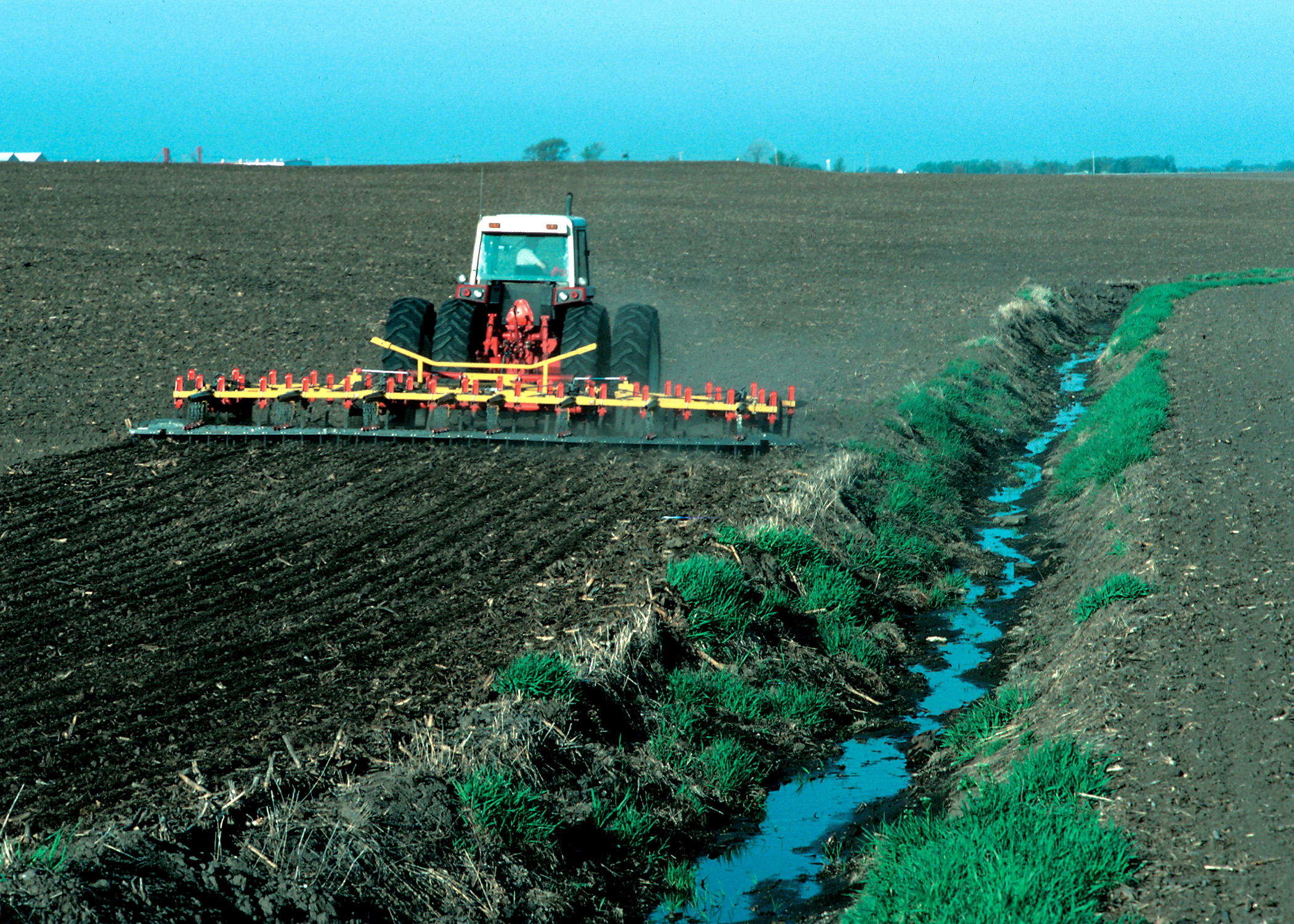
L'agriculture est l'une des principales sources de pollution de l'eau douce.

Les écosystèmes d'eau douce sont victimes de nombreuses sources de pollution, individuelles et collectives, urbaines et industrielles (pollutions accidentelles, effluents insuffisamment épurés, lessivage par les pluies d'orages), agricoles (nitrates, phosphates, érosion source de turbidité, pesticides). Les filtreurs nettoient l'eau et améliorent souvent la qualité des sédiments, mais ils peuvent aussi bioconcentrer certains contaminants, au profit de la qualité de l'eau avec des risques de bioconcentration et de perturbation endocrinienne.
Les sédiments des eaux douces (dans les canaux et en aval des zones industrielles notamment) peuvent y concentrer de nombreux polluants (dont éléments-traces métalliques, plus ou moins durablement, notamment dans les régions industrielles ou dans les zones touchées par la pollution routière ou urbaine.
Plus qu'en mer où les barrières physiques artificielles sont rares, la fragmentation écologique par des grands barrages infranchissables, le réchauffement ou la pollution contribuent à empêcher la libre circulation des organismes aquatiques, dont les poissons migrateurs. Et localement, dans les zones humides et sur leurs bassins versants, les plombs de pêche et de chasse ou de ball-trap perdus sont une source de saturnisme chez les animaux, les oiseaux d'eau étant les plus touchés. Ils sont aussi une source de pollution durable des sédiments.
Enfin, les eaux ruisselant sur des secteurs touchés par les séquelles de guerre, ou certains lacs, marais, bras morts, puits, etc., en particulier dans l'ancienne zone rouge peuvent être gravement polluées par des toxiques lorsque les munitions qui y ont été abandonnées ou perdues se mettent à fuir.
Les eaux chaudes tendent à perdre leur oxygène qui se dissout naturellement mieux dans l'eau froide. Le réchauffement moyen, nocturne notamment des zones chaudes et tempérées est un facteur supplémentaire de dégradation de la biodiversité. Il facilite la dissolution du CO2 dans l'eau, et l'acidification de celle-ci.
De nombreux poissons d'eau douce font partie des espèces qui régressent dans la plupart des pays développés et en développement, de même que les amphibiens considérés comme de bons indicateurs de qualité des eaux douces.
Entre 1970 et 2012, les populations d'animaux d'eaux douces (poissons, reptiles) ont chuté de 88 %.

## Origine des eaux douces

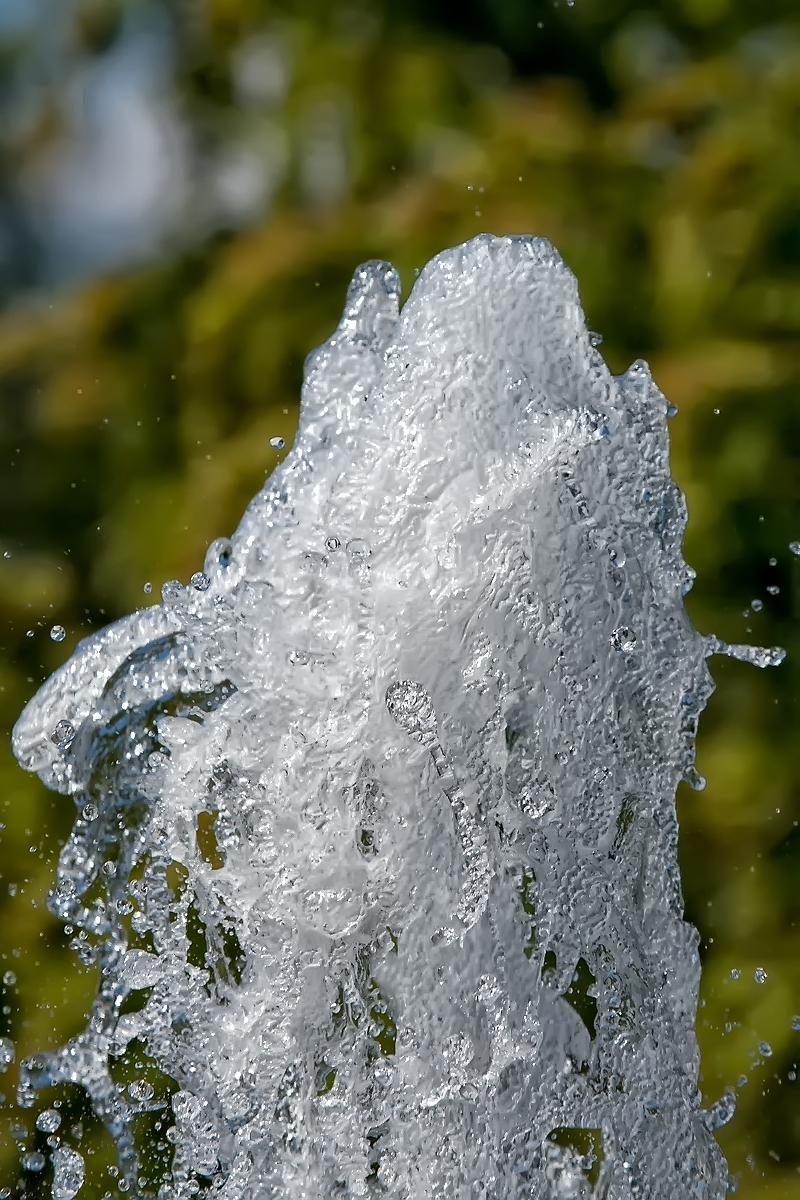
Une fontaine d'eau douce (Golden Acre Park.

L'eau douce provient de la condensation de vapeur d'eau atmosphérique, sous forme de précipitations ou de rosée. La vapeur d'eau est elle-même issue de l'évaporation des eaux marines et terrestres (évapotranspiration).
L'évapotranspiration correspond à l'évaporation de l’humidité des terres, en partie via la transpiration des végétaux. Une autre partie de l'évapotranspiration correspond à l’interception des précipitations, la part de la rosée et des eaux météoriques qui se sont ré-évaporées avant de rejoindre le sol.
La part des précipitations qui n'est pas évapotranspiré forme les stocks d'eau douce. Elle peut atteindre les nappes phréatiques ou les cours d'eau qui alimentent les lacs intérieurs, les rivières et fleuves, ainsi que des nappes d'eau souterraines profondes, soit directement, soit à la suite de la fonte de neiges ou de glaces.
Après l'apparition de la vie, le cycle de l'eau a été modifié par son utilisation par les plantes et les animaux. Sur les milieux émergés, l'eau douce est vitale pour la plupart des espèces.

## Gouvernance et accès à l'eau (douce, saine et propre)
L'accès à l'eau douce est un problème de plus en plus critique pour la survie de nombreuses espèces (« stress hydrique »), y compris l'être humain, notamment dans les déserts et autres contrées arides, polluées, ou dans les zones en cours de salinisation à la suite du déboisement, de l'irrigation ou du drainage.
L'eau douce étant très inégalement répartie et accessible sur la Terre, elle est une des grandes sources d'inégalité écologique et de conflits pour l'avenir selon l'ONU.
L’agriculture est aussi source de pression sur la ressource puisqu’elle prélève 70 % de l’eau douce planétaire environ (jusqu’à 90 % dans la plupart des pays les moins développés).
En termes de gouvernance mondiale, au sommet de la Terre à Rio en Juin 1992 a été adoptée une Convention des Nations unies sur la lutte contre la désertification. L'année 2003 a été proclamée année internationale de l'eau douce par l'Assemblée générale des Nations unies. En 2024, en vue de la Seconde Conférence des Nations unies sur l'eau (2026), l'ONU a nommé une envoyée spéciale pour l'eau : la diplomate indonésienne Retno Marsudi (qui assumera ce poste après avoir quitté sa fonction de ministre des Affaires étrangères de la république d'Indonésie le 1er novembre 2024). Elle doit renforcer les efforts pour la réalisation des objectifs mondiaux liés à l'eau, dont l'objectif de développement durable no 6 (ODD 6) du Programme de développement durable à l'horizon 2030, sachant que selon l'évaluation faite à mi-parcours de cet ODD, on observait un « retard alarmant ».

## Utilisation de l'eau douce
Pour un article plus général, voir Utilisation de l'eau.

## Eau dure
L'eau douce n'est pas l'inverse d'une eau dure qui, elle, est définie comme une eau contenant des ions magnésium et/ou calcium. Ainsi, de l'eau salée (contenant du chlorure de sodium dissous) n'est ni douce ni dure.

## Aquariophilie
En aquariophilie, l'expression « eau douce » est aussi utilisée pour désigner une eau non salée par opposition à l'« eau de mer » et l'eau saumâtre pour différencier trois types d'aquariums qui requièrent des équipements différents, dits aussi « aquarium d'eau douce », « aquarium d'eau saumâtre » et « aquarium d'eau de mer ».

#### En français
- Jean-Claude Lefeuvre et Nicolas Pion, L'eau douce en France : histoire d'un long combat, Milan, Toulouse, 2009, 116 p.  (ISBN 978-2-7459-2940-2).
- Sylvie Paquerot, Eau douce : la nécessaire refondation du droit international, Presses de l'Université de Québec, Sainte-Foy (Québec), 2005, 246 p.  (ISBN 2-7605-1323-8).

#### En anglais
- (en) Gleick, P.H. (2006) The World’s Water (2006-2007): The Biennial Report on Freshwater Resources. Island Press, Washington, DC.
- (en) Gleick, P.H. (2009) The World’s Water (2008-2009): The Biennial Report on Freshwater Resources. Island Press, Washington, DC.